# 広島市立舟入市民病院
広島市立舟入市民病院（ひろしましりつふないりしみんびょういん）は、広島県広島市中区舟入幸町14-11に所在する、地方独立行政法人広島市立病院機構が運営する市立病院である。小児救急医療拠点病院に指定されており、主に広島市とその周辺の小児救急医療を受け持っている。よって、小児救急診療は夜間や休日も行っており、土・日・祝日及び年末年始においては、広島市医師会・広島大学病院などの協力を得ている。また、開院した経緯などより、第二種感染症指定医療機関としても機能している。

## 沿革
1895年（明治28年）に、舟入幸町の現在地に伝染病院として開院。元となった施設は現在地とは別の場所（当時の江波村）にあった。当時は日清戦争があり、市内にある宇品港（現広島港）から兵士が出征していた。元となった施設開設後に伝染病の流行があり、施設の拡充が求められたが、伝染病関連施設であることが理由で用地確保に苦慮していた中、古川久吉による用地提供があり、現在地に移転した。

### 年表

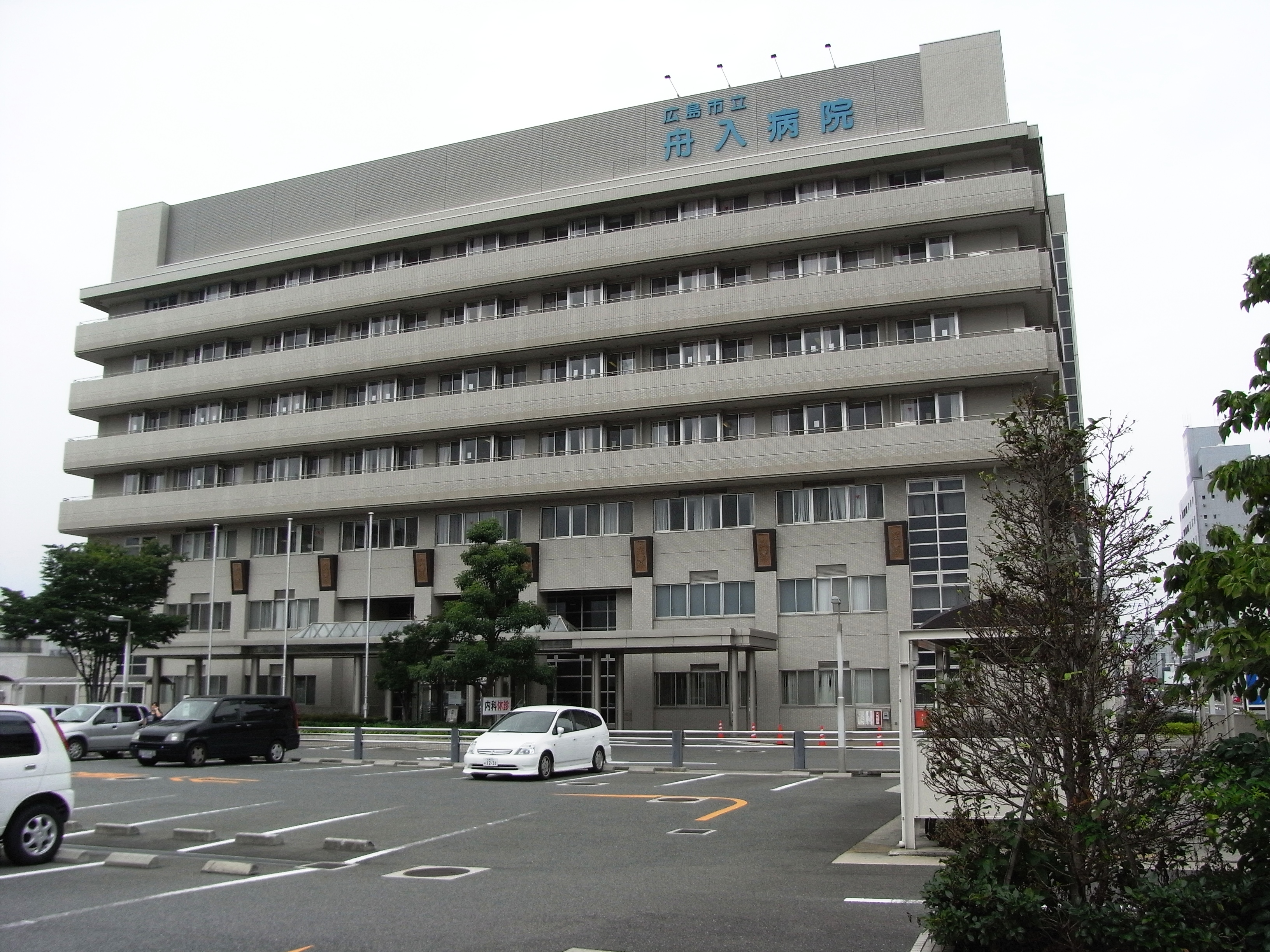
舟入病院時代

- 1879年 - 江波村に伝染病隔離病舎として開設。
- 1895年 - 舟入幸町の現在地に広島市西伝染病院として開院。江波村の伝染病隔離病舎廃止。
- 1898年 - 広島市伝染病院と改称。
- 1906年 - 広島市舟入病院と改称。
- 1945年 - 原子爆弾により消失。
- 1946年 - 病院再建。
- 1948年 - 広島市立市民病院（翌年8月1日から広島市立中央診療所と改称）を舟入病院内に開設し、一般診療開始。
- 1964年 - 増改築。
- 1966年 - 同一敷地内に広島市舟入被爆者健康管理所を開設。
- 1970年 - 広島市舟入被爆者健康管理所増改築。
- 1971年 - 広島市舟入病院、広島市立中央診療所、広島市舟入被爆者健康管理所の3施設を統合し、広島市立舟入病院として発足。
- 1976年 - 核診断施設および救急病棟を新築。
- 1997年 - 敷地内に本館を新築。
- 1998年 - 本館運営開始。
- 1999年 - 救急病棟の福利厚生棟への改修工事完了。
- 2005年 - 広島市社会局から広島市病院事業局へ移管。
- 2014年4月 - 地方独立行政法人化に伴い、舟入市民病院に改称[1]。

## 診療科
- 一般診療
  - 小児科
  - 小児外科
  - 小児心療科
  - 小児皮膚科・・・水曜日の午後0時30分～午後4時のみ
  - 内科（消化器内科、呼吸器内科、循環器内科、血液内科、感染症、糖尿病専門外来、リウマチ専門外来、禁煙外来）
  - 外科（消化器外科、呼吸器外科、ヘルニア専門外来など）
  - 麻酔科（ペインクリニック）
- 夜間救急診療
  - 小児科
  - 耳鼻咽喉科・・・土曜日の午後7時～午後10時30分までのみ。ただし祝日と重なった場合は休診。
- 土・日・祝日における昼間救急診療
  - 小児科
- 年末・年始救急診療
  - 小児科
  - 内科
  - 耳鼻咽喉科・・・12月31日～1月3日までの午前9時～午後7時までのみ
  - 眼科・・・12月31日～1月3日までの午前9時～午後7時までのみ

## 主な指定
- 小児救急医療拠点病院
- 保険医療機関
- 結核指定医療機関
- 生活保護法指定医療機関
- 原爆被爆者指定医療機関
- 労災保険指定病院
- 第二種感染症指定医療機関
- 救急病院
- 指定自立支援医療機関（精神通院医療）

## 学会認定施設
- 日本外科学会専門医修練指定施設
- 日本消化器外科学会専門医修練施設
- 日本小児外科学会教育関連施設
- 日本呼吸器外科学会関連施設
- 日本麻酔科学会認定病院（麻酔科標榜研修施設）

## 交通アクセス
- 広島電鉄江波線舟入本町電停下車、徒歩約5分。
- 新観音橋東バス停下車、徒歩約3分。